# Swindon (Staffordshire)
Swindon es una parroquia civil y un pueblo del distrito de South Staffordshire, en el condado de Staffordshire (Inglaterra).

## Geografía
Según la Oficina Nacional de Estadística británica, Swindon tiene una superficie de 8,02 km².

## Demografía
Según el censo de 2001, Swindon tenía 1281 habitantes (51,68% varones, 48,32% mujeres) y una densidad de población de 159,73 hab/km². El 14,36% eran menores de 16 años, el 80,17% tenían entre 16 y 74, y el 5,46% eran mayores de 74. La media de edad era de 44,01 años. Del total de habitantes con 16 o más años, el 20,6% estaban solteros, el 64,9% casados, y el 14,49% divorciados o viudos.
Según su grupo étnico, el 98,91% de los habitantes eran blancos, el 0,23% mestizos,y el 0,86% asiáticos. La mayor parte (98,83%) eran originarios del Reino Unido. El resto de países europeos englobaban al 0,7% de la población, mientras que el 0,47% había nacido en cualquier otro lugar. El cristianismo era profesado por el 84,23%, el hinduismo por el 0,39%, el islam por el 0,23%, y el sijismo por el 0,39%. El 7,1% no eran religiosos y el 7,65% no marcaron ninguna opción en el censo.
Había 546 hogares con residentes y 9 vacíos.